# 周亚夫
周亞夫（？—前143年），西漢沛郡豐縣（今江蘇省徐州市豐縣）人，為太尉周勃之子。漢文帝時，曾任河內郡太守，獲封條侯。漢文帝後元六年為將軍，領兵駐守細柳，防備入侵的匈奴大軍，期間治軍嚴謹，深獲漢文帝讚賞。
漢景帝即位後，周亞夫為車騎將軍，並於七國之亂時，率軍平定吳王劉濞、楚王劉戊等反叛的諸國聯軍，五年後接替陶青擔任丞相，任上因不贊同廢黜栗太子劉榮，以及反對封王信、唯徐盧等人為列侯得罪於漢景帝，加上梁孝王劉武多次在竇太后面前說周亞夫的不是，由此日漸失勢而罷相。其後周亞夫因兒子遭人控告謀反受牽連，被關入監獄交由廷尉審判，最終周亞夫在獄中絕食五日，嘔血而死。

## 生平

### 許負觀相
周亞夫為周勃之子，在其早年擔任河內郡太守時，相士許負曾給他看相說：「三年後您將會封侯，封侯八年後，任將相，執掌國家大權，位尊權重，大臣中無人可比，而後再過九年就會餓死。」周亞夫笑著說道：「我的兄長已經接替了父親的列侯爵位，如果他死了，也應該是由他的兒子接替，我怎麼說得上封侯呢？況且既已經像您說的那樣顯貴，又怎麼說會餓死？請您指明給我看。」許負指著周亞夫的嘴說：「臉上的豎紋通到口中，這就是餓死的面相啊！」其後過了三年，周亞夫的哥哥絳侯周勝之因犯了殺人罪而被處死，汉文帝挑選周勃諸子中賢能者，都推舉周亞夫，於是封周亞夫為條侯。

### 治軍有方

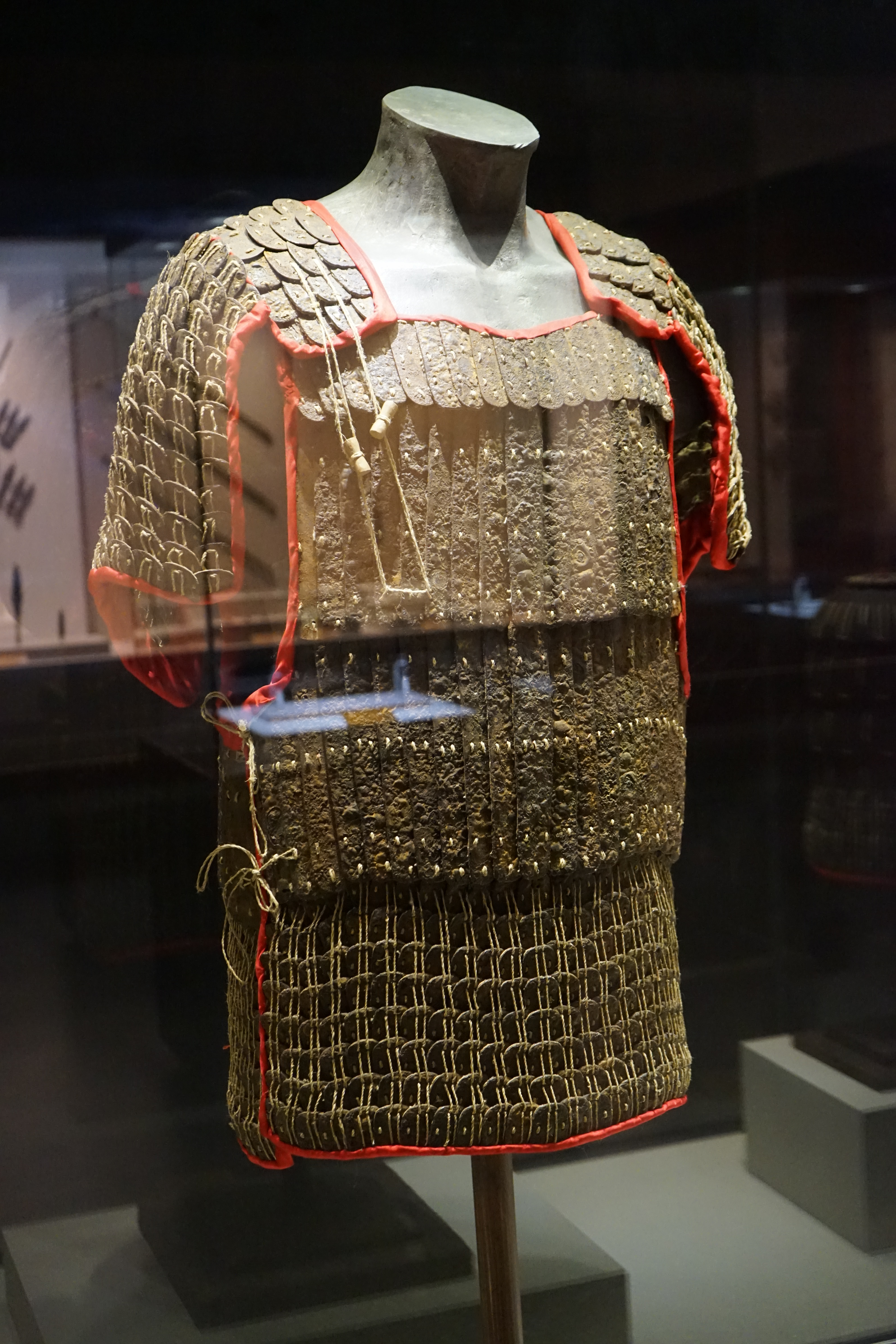
汉文帝至細柳勞軍時，周亞夫身披鎧甲，以軍中禮節拱手參見，圖為漢代札甲

漢文帝後元六年（前158年），匈奴大規模入侵汉朝邊境，漢文帝派宗正劉禮任將軍駐守霸上，祝茲侯徐厲任將軍駐兵棘門，派河內郡太守周亞夫任將軍駐紮細柳（今陝西咸陽西南），以防備匈奴。漢文帝親自慰勞軍隊，到達霸上和棘門的軍營時，長驅直入，自將軍以下的官兵都騎馬迎進送出。
不久，又到了細柳的軍營，軍士們皆身披鎧甲，手執銳器，張滿弓箭。天子的前導車無法進入軍營，前導說：「天子快要到了！」軍門都尉回覆道：「軍中只聽從將軍的命令，不聽天子的詔令。」過了一會兒，漢文帝駕到，仍是不能進去，漢文帝遂派遣使者手持符节詔令將軍道：「朕要慰勞軍隊。」周亞夫這才傳令打開軍營的大門，守衛營門的軍士告知車騎侍從說：「將軍有令，軍營中車馬不得快速奔跑。」漢文帝於是讓車駕緩轡慢行，到了中軍大營，將軍周亞夫向天子拱手行禮，說道：「甲冑之士不行跪拜之禮，請以軍中禮節參見。」漢文帝為之動容，面色嚴肅起來，俯身在車前的橫木上致敬，派人宣告：「皇帝恭敬地慰勞將軍。」勞軍禮畢，漢文帝離去。
出了營門，群臣皆震驚不已，漢文帝說：「好啊，這才是真正的將軍啊！前面所見的霸上、棘門軍營如同兒戲，那裡的將軍根本輕而易舉就可遭到襲擊而成為俘虜，至於周亞夫，能有機會侵犯他嗎！」漢文帝如此稱讚了周亞夫許久，一個月後，撤回三處駐守的軍隊，任命周亞夫為中尉（負責衛戍首都的禁軍軍事首長）。
漢文帝病重將死前，告誡太子劉啟道：「國家如有急難，周亞夫確實可以擔當領兵的重任。」其後漢文帝駕崩，太子劉啟即位是為汉景帝，任命周亞夫為車騎將軍。

### 七國之亂
漢景帝三年（前154年），吳王劉濞、楚王刘戊等七國諸侯王反叛，周亞夫以中尉的職位代行太尉職權，率兵向東進攻吳國與楚國，他趁機親自奏請漢景帝說：「楚軍剽悍兇猛，行動迅捷，難以和他們正面硬拼，希望暫時聽任他們進攻梁國不管，斷絕他們的糧道，如此才可以制服他們。」漢景帝同意了周亞夫的建議。
周亞夫領軍出發，在到達霸上時，趙涉攔住周亞夫勸道：「將軍向東討伐吳、楚叛軍，如果勝利，則國家安定，假若失敗，則天下危亡，不知您能否採納我的建議呢？」周亞夫下車，禮貌地向他請教，趙涉說：「吳王素來極為富有，召集死士已經很長一段時間了，這次知道將軍將要出行，一定會在殽山、黽池間的狹隘地帶布置间谍或刺客，況且軍事上講究以神速保密為上，將軍為什麼不從此地往右邊繞過去，奔藍田，出武关，直抵雒陽，時間上也不過相差一、兩天，其後直接進入武库，敲響戰鼓，諸侯們聽聞此事，定會以為將軍是從天而降。」周亞夫便按照趙涉的計策行事，到達雒陽後，派官兵在殽山、黽池一帶搜索，果然抓獲了吳國的伏兵，周亞夫於是奏請讓趙涉擔任護軍。

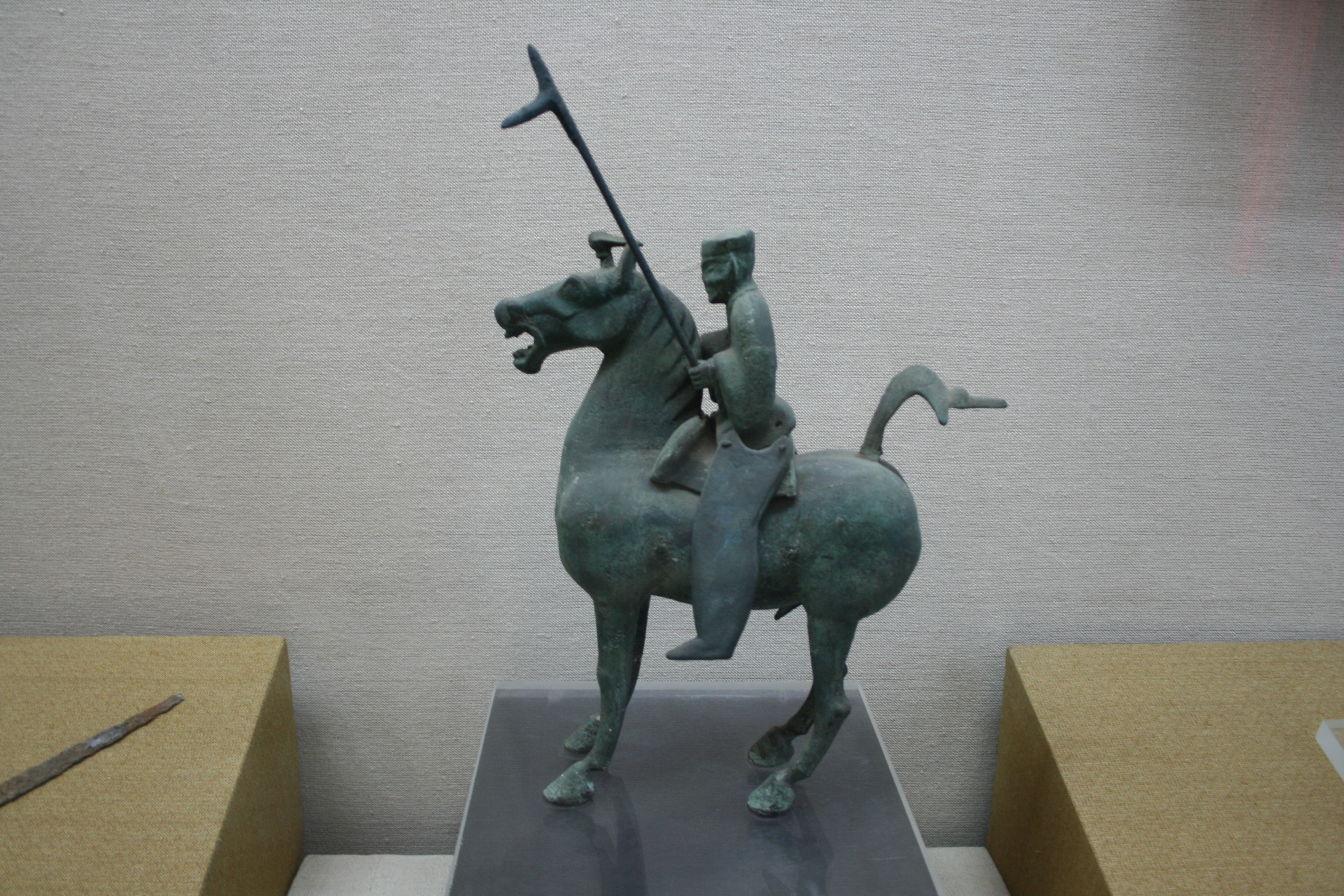
周亞夫拒絕調兵援救梁王劉武，轉而派遣輕騎兵截斷叛軍的糧道，僅花費三個月的時間，即平定了七国之乱，圖為漢朝時期的青銅騎兵俑

周亞夫一到，就調集軍隊前往滎陽。當時吳軍正猛攻梁國，梁國局勢危急，請求救援。周亞夫卻率領軍隊向東北急行軍到昌邑，深溝壁壘，堅守不出。梁王劉武派使者請求周亞夫援救，而周亞夫堅守既定的策略，不肯發兵。梁王上書奏明漢景帝，漢景帝下詔讓周亞夫救援梁國，周亞夫不奉召，依舊堅守營壘不出救兵，同時派弓高侯韩颓当等人率領轻骑兵去切斷吳、楚聯軍的後方糧道，吳、楚叛軍缺少粮食、忍耐飢餓，想要退卻，多次前來叫陣挑戰，周亞夫終不出戰，有天夜裡，漢軍中發生驚擾，兵士們相互攻擊，周亞夫讓士兵在西北角戒備，不久後，吳軍的精銳部隊果然前來攻打軍營的西北角，因周亞夫的事先防備始終無法攻進軍營。
後來吳、楚的士兵由於飢餓，因此引兵撤走，周亞夫當即調派精兵追擊，大破吳王劉濞，吳王丟下他的大部分軍隊，和幾千名強壯的士兵逃走，屯駐江南丹徒。漢兵於是乘勝追擊，將他們全數俘虜，降伏吳國的都邑，懸賞千金抓拿吳王劉濞。過了一個多月，東越人斬下吳王的頭顱前來稟告，這次平叛從防守到反攻僅花了三個月，吳、楚叛軍就被擊破弭平，這時將領們才領會到太尉周亞夫的策略正確無誤，然而周亞夫從此與梁王劉武產生隔閡，彼此間有了嫌隙。

### 失勢罷相
周亞夫獲勝歸來後，朝廷重新設置太尉的官職，五年後，周亞夫由太尉調任丞相，漢景帝相當敬重他。後來當漢景帝廢黜栗太子劉榮時，周亞夫堅決諫諍而沒有成功，漢景帝最終仍是策封王夫人為皇后，並改立王皇后所生之子膠東王劉徹為太子，周亞夫從此開始遭漢景帝疏遠，而梁孝王劉武每次朝見，又經常向竇太后說起周亞夫的不是。
竇太后說：「皇后的兄長王信可以封侯。」漢景帝謙讓道：「當初先帝在時，南皮侯窦长君與章武侯竇少君皆未封侯，等到朕即位，才封他們為侯，王信是不能封侯的。」竇太后說：「人生各自按當時的情況行事罷了，竇長君在世時，竟沒被封侯，直到他死後，其子竇彭祖反倒被封為侯，我對此非常遺憾，皇上趕緊封王信為侯吧！」漢景帝說：「請讓朕和丞相商量一下。」周亞夫說：「高帝立下盟約：『不是劉氏子弟不得封王，沒有軍功者不能封侯，如果有不遵守盟約者，天下人共同攻擊他。』現在王信雖然是皇后的兄長，卻無軍功，如果封侯，就是違背高帝的盟約。」漢景帝默然不語，只得作罷。
後來匈奴王唯徐盧等五人投降漢朝，漢景帝想封他們為侯以勸勉後來投降的人，周亞夫說：「他們背叛他們的主子投降陛下，陛下如果給他們封侯，以後怎麼責備臣子中不守節操的人呢？」漢景帝說：「丞相的建議不可採用。」仍是把唯徐盧等五人全數封侯，周亞夫因此稱病辭去丞相之職。
不久，漢景帝在宮中召見周亞夫，請他吃飯，只擺設一大塊肉，沒有切碎，也不擺筷子，周亞夫心中不快，回頭叫主管酒席的人將筷子拿來，漢景帝笑著說：「這裡準備的您不滿意嗎？」周亞夫於是脫下帽子向漢景帝表示謝罪，漢景帝說：「起來吧。」周亞夫藉機快步走出，漢景帝一直看著他走出去，說：「這個憤恨不平的人，不適合作少主（指當時年紀尚輕的漢武帝劉徹）的臣子啊！」。

### 絕食而亡

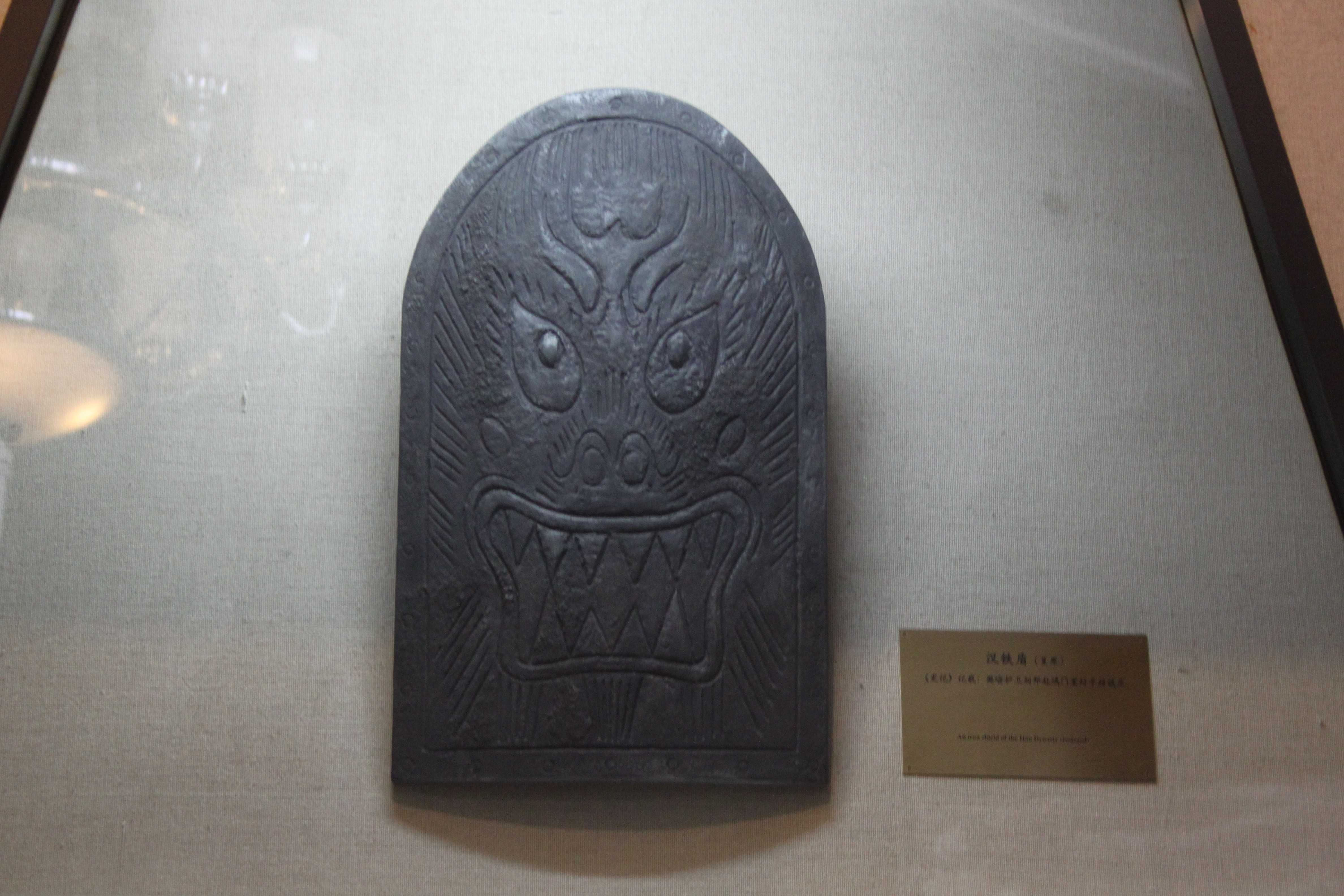
周亞夫因兒子非法購買陪葬用的鎧甲及盾牌，被人控告謀反下獄，最終絕食吐血而斃，圖為復原後的漢代鐵盾

過了不久，周亞夫的兒子為父親從工官官署的尚方購買了五百件皇家用來殉葬的鎧甲、盾牌，徵用的雇工相當辛苦，卻沒得到工錢，雇工知道他是非法盜買縣官（秦汉時期對皇帝的別稱）的專用器物，內心怨恨就上書告發周亞夫的兒子要謀反，事情牽連到周亞夫，告發信送上去後，漢景帝交給有關官吏處理，官吏依照文書中列舉的罪狀責問周亞夫，周亞夫拒不答話，漢景帝罵道：「朕不用你的供詞了。」下詔讓他到廷尉處受審，廷尉責問道：「君侯為什麼要謀反？」周亞夫申辯說：「我所買的器物，都是葬器，怎麼說得上是謀反呢？」法吏說：「君侯即使不想在地上謀反，也是要到地下謀反。」而獄吏凌辱他更加厲害。起初官吏來逮捕周亞夫，周亞夫想自殺，被他的夫人阻止了，因此未死，進了廷尉的大牢後，周亞夫絕食五日，吐血而死，封國斷絕，正如相士許負所言，周亞夫最終果然餓死，在他死後漢景帝便將王信封為蓋侯。

### 侯位續封
直到一年後，漢景帝才改封絳侯周勃的另一個兒子周堅為平曲侯，延續絳侯的爵位，周堅逝世後爵封傳給了其子周建德，周建德曾擔任太子太傅，後在汉武帝元鼎五年因酎金成色不足而被免官，後來又犯了罪，封國因此被廢除。到了汉平帝元始二年，恢復已斷絕的功臣爵封，再次續封周勃玄孫的兒子周恭為絳侯，食邑千戶。

## 家族
- 父：周勃
- 兄：周勝之
- 弟：周堅
- 侄：周建德

## 評價
- 司馬遷：亞夫之用兵，持威重，執堅刃，穰苴曷有加焉！足己而不學，守節不遜，終以窮困。悲夫[1]！
- 桓譚：周亞夫嚴猛哮吼之用，可謂國之大將軍[4]。
- 苏辙：周亞夫為大將，折吳、楚之鋭鋒，不數月而平大難，及其為相，守正不阿[5]。
- 錢時：文帝之遺其後嗣者，相則有申屠嘉，將則有周亞夫。兩人剛方不撓有氣節，使之輔少主必有可觀，而皆以憤悶嘔血死，甚可為景帝惜也[6]。
- 王世贞：漢將能持重決勝，無如條侯周亞夫，其為相，侃侃識大體，賢於申屠嘉遠矣，父勃亦不如也[7]。
- 曾国藩：周亞夫剛正之氣，已開後世言氣節者之風。觀其細柳勞軍，天子改容，已凜然不可犯。厥後將兵，不救梁王之急，不肯候王信，不肯王匈奴六人，皆秉剛氣而持正論，無所瞻顧，無所屈撓[8]。
- 蔡東藩：若周亞夫之忠直，遠出袁盎諸人之上，盎之示直，偽也，亞夫之主直，誠也，盎以口舌見幸，而亞夫以功業成名，社稷之臣也，猶將十世宥之，以勸能者，乃以直諫忤旨，賜食而不置箸，信讒而即召質，卒致柱石忠臣，無端餓死，庸非冤乎！黃鐘毀棄，瓦釜雷鳴，古今殆有同慨焉[9]。
- 成海應：漢初爲相者，皆彊毅人也，如亞夫，尤其執法確而棘棘不阿者也，方其細柳之以軍禮見也，以文帝之量能容之，使景帝當之，已不堪矣，及昌邑之深壁，明於勝敗之形，梁孝王以一時不救之怨，因緣竇太后，而欲戕亞夫者，久矣，景帝豈獨不知哉，是故，擢爲丞相而甚重之矣，竇太后知其難動，而乃以王信封侯事而間之，明知王后之愛，能移景帝之心故也，卒乃行其計，是景帝徒欲貴后兄，而不顧高帝之約也，若是而安得稱孝，其謚誠誣矣，其論亞夫也，曰鞅鞅非少主臣，又何其繆也，亞夫眞可謂托六尺之孤者也，使在廟堂之上，奸萌何由而作，司馬遷以足己而不學，守節不遜譏之，旣稱守節，又曰不遜，守節而安有不遜者乎[10]。

## 相關影視
- 2005年《汉武大帝》由徐祖明飾演周亞夫。
- 2010年《美人心計》由何晟铭飾演周亞夫（電視劇情節與正史不符，劇中沒有正面描寫周亞夫出征七國之亂，且周亞夫後半生亦屬虛構）。